# 吉本せい
吉本 せい（よしもと せい、1889年（明治22年）12月5日 - 1950年（昭和25年）3月14日）は、芸能プロモーター。吉本興業（初代、現・吉本興業ホールディングス）創業者。

## 人物
- 1889年12月5日、兵庫県明石市で米穀商の三女（第4子）として出生した。
- 1910年4月の20歳の時に、大阪市東区（現・中央区）内本町橋詰町の「箸吉（はしよし）」の息子吉本吉兵衛（通称：吉本泰三）と結婚（実際には1907年12月の18歳のころから結婚生活であった）。「箸吉」は、高級料亭に箸を納める老舗荒物問屋であった。
- 1912年（明治45年）4月1日、夫婦で天満八軒[注釈 1]の一つ「第二文芸館」を買収し、寄席経営をはじめる。
- 1913年（大正2年）1月、大阪市南区笠屋町（現・大阪市中央区東心斎橋）に「吉本興行部」を設立。
- 1928年（昭和3年）、紺綬褒章を受章[1]。

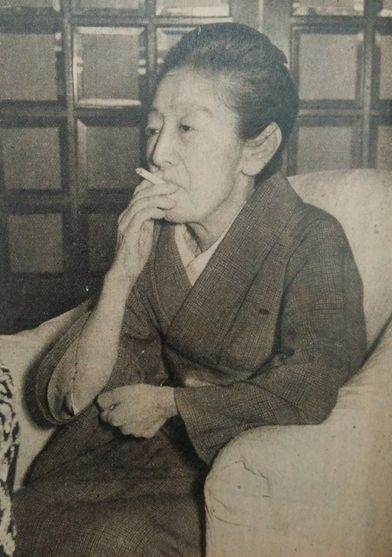
1948年、晩年の吉本せい

- 1932年（昭和7年）3月1日に吉本興行部を改組する形で「吉本興業合名会社」を発足。
- 1948年1月7日、吉本興業合名会社から「吉本興業株式会社」に改組。会長に就任。
- 1950年3月14日、肺結核で死去。享年60。墓所は豊中市の服部霊園にある。

### 親族ほか
- 実弟に林正之助と東京吉本社長も務めた林弘高がいた。
- 夫・吉兵衛とは1924年に死別。吉兵衛との間には吉本穎右ら2男6女を儲けているが、穎右（1947年、24歳没）ほか多くは早世している。このほか、せい自身の話によると2人ほど流産もしくは死産だった子供がいるらしい。
- 子の吉本穎右は人気歌手の笠置シヅ子と交際していた。ただしせいが反対し、また穎右の早世により結婚には至らなかった。両者の間には、穎右の死没直後に女児（亀井ヱイ子）が生まれており、シヅ子が育てた。

## 家族一覧
- 長女：吉本喜代子 明治43年（1910年）11月6日 - 大正9年（1920年）／大正10年（1921年）
- 次女：吉本千代子 明治44年（1911年）11月17日 - 明治44年（1911年）11月27日
- 三女：吉本峰子 大正3年（1914年）1月14日 - 没年不明
  - 後に吉本恵津子と改名。せいの没後、吉本興業の株などを相続。
- 四女：吉本吉子 大正5年（1915年）4月12日 - 大正6年（1916年）
- 長男：吉本泰之助 大正6年（1916年）12月1日 - 大正8年（1918年）
- 五女：吉本幸子 大正9年（1920年）9月3日 - 没年不明
- 六女：吉本邦子 大正11年（1922年）7月6日 - 没年不明
- 次男：吉本泰典 大正12年（1923年）10月26日 - 昭和22年（1947年）5月19日
  - 後に吉本頴右と改名。没後に笠置シヅ子との間に唯一の実子・亀井ヱイ子が誕生。ヱイ子は吉本家には入っていないため、吉本家の頴右の家系は男系としては断絶[注釈 2]。

## 登場作品
以下は、せいをモデルとしたフィクション上の人物も含む。

### 小説
- 山崎豊子『花のれん』（1958年、中央公論社、登場人物名は「河島多加」）

### 舞台
- 芸術座公演『花のれん』（1958年、演出：菊田一夫、演：三益愛子、役名は「河島多加」）
- 芸術座公演『おもろい女』（1978年 - 2006年、演出：早野寿郎、演：青木玲子、役名は「菱本せつ」）
- 帝国劇場公演『桜月記-女興行師 吉本せい』（1991年、原作：矢野誠一、演：森光子）
- 吉本興業創業100周年記念公演『吉本百年物語』（2012年、なんばグランド花月）
  - 「大将と御寮ンさん・二人の夢」（演：国仲涼子）
  - 「キミとボクから始まった」（演：海原ともこ）
  - 「笑う門には、大大阪」（演：南野陽子）
- 新橋演舞場・博多座公演『笑う門には福来たる〜女興行師 吉本せい〜』（2014年、演：藤山直美）
- 東宝公演『おもろい女』（2015年、演：正司花江、役名は「菱本せつ」）
- 大阪松竹座公演『笑う門には福来たる〜女興行師 吉本せい〜』（2016年、演：藤山直美）

### 映画
- 東宝映画『花のれん』（1959年、監督：豊田四郎、演：淡島千景、役名は「河島多加」）
- 松竹『横堀川』（1966年、監督：大庭秀雄、演：倍賞千恵子、役名は「多加」）

### テレビドラマ
- フジテレビ三菱ダイヤモンド劇場『花のれん』（1960年、演：万代峰子、役名は「河島多加」）
- NHK『横堀川』（1966年 - 67年、演：南田洋子、役名は「河島多加」）
- NHK連続テレビ小説
  - 第33作目『心はいつもラムネ色』（1984年 - 85年、演：眞野あずさ、役名は「福本桁乃」）
  - 第97作目『わろてんか』（2017年 - 18年、演：葵わかな〈幼少期：新井美羽〉 、役名は「北村（旧姓：藤岡）てん」）
  - 第109作目『ブギウギ』（2023年 - 24年、演：小雪、役名は「村山トミ」）
- 関西テレビ『花王名人劇場』「にっぽん笑売人」（1988年、演：小川真由美）
- テレビ東京スペシャルドラマ『花のれん』（1995年、演：宮本信子、役名は「河島多加」）
- 東海テレビ『鈴子の恋 ミヤコ蝶々女の一代記』（2012年、演：かとうかず子）
- テレビ朝日系ドラマプレミアム山崎豊子生誕100年記念『花のれん』（2025年、演：北川景子、役名は「河島多加」）

### 歴史ドキュメンタリー
- BS-TBS『にっぽん!歴史鑑定』2017年11月6日放送#134「吉本興業創業者・吉本せいの真実」吉本せいの生涯を特集した歴史番組